# 윌 기어
윌 기어(Will Geer, 1902년 3월 9일 ~ 1978년 4월 22일)는 미국의 연극 배우, 영화배우, 텔레비전 배우, 배우이다.

## 방송
- 월튼네 사람들

## 영화
- 아들과 딸들 (1977년)
- 인생은 미완성 (1977년)
- 파랑새 (1976년)
- 우주 전쟁 (1975년)
- 허리케인 (1974년)
- 세비지 (1973년)
- 달라스의 음모 (1973년)
- 나폴레옹과 사만다 (1972년) - 할아버지 역
- 월튼네 사람들 (1972년)
- 어느날 갑자기 (1972년)
- 제레미아 존슨 (1972년) - 베어 크로 역
- 죽음의 묵시록 (1971년)
- 꿈의 조각들 (1970년)
- 닥터 게논 (1969년)
- 리버스 (1969년)
- 반도레로 (1968년)
- 더 크루서블 (1967년)
- 대통령의 분석 (1967년) - 리-에번즈 박사 역
- 인 콜드 블러드 (1967년)
- 세컨드 (1966년)
- 아내는 요술쟁이 (1964년)
- 애드바이즈 앤 컨센트 (1962년)
- 보난자 (1959년)
- 솔트 오브 어스 (1954년)
- 톨 타겟 (1951년)
- 빛나는 승리 (1951년)
- 투 프리즈 어 레이디 (1950년)
- 윈체스터 73 (1950년)
- 부러진 화살 (1950년)
- 사막의 침입자 (1949년)
- 딥 워터 (1948년)